# Tamshiyacu
Tamshiyacu es una localidad peruana ubicada en la región Loreto, provincia de Maynas, distrito de Fernando Lores. Es asimismo capital del distrito de Fernando Lores. Se encuentra a una altitud de 106 m s. n. m.

## Clima
| Parámetros climáticos promedio de Tamshiyacu | Parámetros climáticos promedio de Tamshiyacu | Parámetros climáticos promedio de Tamshiyacu | Parámetros climáticos promedio de Tamshiyacu | Parámetros climáticos promedio de Tamshiyacu | Parámetros climáticos promedio de Tamshiyacu | Parámetros climáticos promedio de Tamshiyacu | Parámetros climáticos promedio de Tamshiyacu | Parámetros climáticos promedio de Tamshiyacu | Parámetros climáticos promedio de Tamshiyacu | Parámetros climáticos promedio de Tamshiyacu | Parámetros climáticos promedio de Tamshiyacu | Parámetros climáticos promedio de Tamshiyacu | Parámetros climáticos promedio de Tamshiyacu |
| Mes                                          | Ene.                                         | Feb.                                         | Mar.                                         | Abr.                                         | May.                                         | Jun.                                         | Jul.                                         | Ago.                                         | Sep.                                         | Oct.                                         | Nov.                                         | Dic.                                         | Anual                                        |
| -------------------------------------------- | -------------------------------------------- | -------------------------------------------- | -------------------------------------------- | -------------------------------------------- | -------------------------------------------- | -------------------------------------------- | -------------------------------------------- | -------------------------------------------- | -------------------------------------------- | -------------------------------------------- | -------------------------------------------- | -------------------------------------------- | -------------------------------------------- |
| Temp. máx. media (°C)                        | 31                                           | 31                                           | 31                                           | 31                                           | 30                                           | 29.5                                         | 29                                           | 29.5                                         | 30.5                                         | 31                                           | 31                                           | 31                                           | 30.5                                         |
| Temp. media (°C)                             | 26.5                                         | 26.8                                         | 26.4                                         | 26.2                                         | 26.5                                         | 26.3                                         | 25.5                                         | 26.1                                         | 26.7                                         | 27                                           | 27.2                                         | 26.8                                         | 26.5                                         |
| Temp. mín. media (°C)                        | 23                                           | 23                                           | 23                                           | 23                                           | 23                                           | 22                                           | 22                                           | 22                                           | 22                                           | 22                                           | 23                                           | 23                                           | 22.6                                         |
| Fuente n.º 1: Accuweather                    |                                              |                                              |                                              |                                              |                                              |                                              |                                              |                                              |                                              |                                              |                                              |                                              |                                              |
| Fuente n.º 2: climate-data.org               |                                              |                                              |                                              |                                              |                                              |                                              |                                              |                                              |                                              |                                              |                                              |                                              |                                              |